# Виктор Адолф фон Бентхайм-Щайнфурт
Виктор Адолф Вилхелм Ото фон Бентхайм-Щайнфурт (на немски: Viktor Adolf Wilhelm Otto Fürst zu Bentheim-Steinfurt; * 18 юли 1883, Потсдам; † 4 юни 1961, Бургщайнфурт в Щайнфурт) е 5. княз на Бентхайм-Щайнфурт, шеф на княжеската фамилия Бентхайм-Щайнфурт (1919 – 1961). Той е наследствен член на Вюртембергската камера на племенните господари.

## Биография
Той е вторият син (от осем деца) на 4. княз Алексис фон Бентхайм-Щайнфурт (1845 – 1919) и съпругата му принцеса Паулина фон Валдек-Пирмонт (1855 – 1925), дъщеря на княз Георг Виктор фон Валдек-Пирмонт (1831 – 1893) и първата му съпруга принцеса Хелена фон Насау-Вайлбург (1831 – 1888). Майка му е по-голяма сестра на Мария фон Валдек-Пирмонт (1857 – 1882), омъжена 1877 г. за крал Вилхелм II фон Вюртемберг (1848 – 1921), и Емма (1858 – 1934), кралица от 1879 г. и 1890 – 1898 г. регентка на Нидерландия, омъжена 1879 г. за крал Вихелм III от Нидерландия (1817 – 1890).
Виктор учи в гимназията в Бургщайнфурт, след това следва право в Бон и става член на „Corps Borussia Bon“. От 1908 г. работи като референдар по право. Той е ритмайстер в 1. Garde-Ulanen-Regiment.
През 1909 г. става наследствен принц след отказа на по-големия му брат Ебервин (1882 – 1949). От 1910 до 1918 г. той замества баща си като наследствен член на народните представители в Камерата на племенните господари във Вюртемберг. Със смъртта на баща му на 21 януари 1919 г. става 5. княз на Бентхайм-Щайнфурт и шеф на фамилията Бентхайм-Щайнфурт.
Неговият син, принц Алексис фон Бентхайм-Щайнфурт, през Втората световна война излита на 12 декември 1943 г. от Авиньон за първия си боен полет, никога не се връща обратно и се смята до днес като „изчезнал над морето“.
Виктор Адолф фон Бентхайм-Щайнфурт умира на 4 юни 1961 г. на 77 години в Бургщайнфурт. Понеже най-големият му син Алекс е убит във войната, Виктор е наследен като шеф на фамилията от по-малкия му син Кристиан.

## Фамилия
Първи брак: на 9 септември 1921 г. в Рачибуж с принцеса Стефани Александра Хермина Тира Ксения Батхилдис Ингеборг цу Шаумбург-Липе (* 19 декември 1899, Сопрон/Йоденбург); † 2 май 1925, Бургщайнфурт), дъщеря на принц Фридрих фон Шаумбург-Липе (1868 – 1945) и принцеса Луиза Датска (1875 – 1906), дъщеря на датския крал Фредерик VIII (1843 – 1912) и принцеса Ловиса Шведска (1851 – 1926). Те имат четири деца:
- Алексис Фридрих Карл Кхристиан (* 30 юли 1922, Бургщайнфурт; † 2 декември 1943, пред Марсилия), наследствен принц, немски пилот[7][8]
- Кристиан Макс Густав Албрехт (* 9 декември 1923, Бургщайнфурт), княз на Бентхайм-Щайнфурт, женен в Бургщайнфурт на 7 август 1950 г. за графиня Силвия фон Пюклер (* 16 май 1930, Буркерсдорф)
- Адолф (*/† 2 май 1925, Бургщайнфурт)
- Виктор (*/† 2 май 1925, Бургщайнфурт)

Съпругата му Стефани умира през 1925 г. по време на раждането на близнаците.
Втори брак: на 30 юни 1931 г. в Лих с принцеса Роза Хелена цу Золмс-Хоензолмс-Лих (* 14 август 1901, Хоензолмс; † 14 април 1963, Бургщайнфурт), внучка на княз Херман фон Золмс-Хоензолмс-Лих (1838 – 1899), дъщеря на Райнхард Лудвиг фон Золмс-Хоензолмс-Лих (1867 – 1951) и графиня Марка Клара Роза фон Золмс-Зоненвалде-Поух (1879 – 1965). Те имат седем деца:
- Юлиана Хенриета Елеонора (* 22 декември 1932, Мюнстер, Вестфалия; † 2 октомври 2013)
- Райнхард Георг (* 27 март 1934, Мюнстер), женен в Щайнфурт на 30 август 1975 г. или в Хамбург-Алтона за Ангелика Емерман (* 30 август 1944, Перлеберг), има четири деца
- Мария Аделхайд (* 14 април 1935, Мюнстер), омъжена в Бургщайнфурт на 10 декември 1965 г. за Иствáн де Беликцей де Байкца (* 10 ноември 1936, Будапеща)
- Шарлота Елизабет (* 3 юли 1936, Мюнстер), омъжена в Бургщайнфурт на 23 май 1964 г. за Волфганг Паул Винкхауз (* 11 май 1929, Мюнстер)
- Фердинанд Лудвиг Франц (* 13 август 1938, Мюнстер; † 19 септември 2010, Борнхайм)[10], женен в Бургщайнфурт (цив.) на 29 декември 1970 г., (рел) в Монс, Белгия на 10 януари 1971 г. за Леония Клара Луиза Келер (* 24 октомврти 1946, Еслинген), има три деца
- Ото-Виктор (* 24 юли 1940, Мюнстер; † 1 ноември 2016)
- Оскар Арнолд (* 8 март 1946, Бургщайнфурт), женен в Линц ам Рейн на 16 август 1980 г. за Маргот Люке (* 29 август 1938, Бон)